# Свирепа, Александр Сергеевич
Александр Сергеевич Свирепа (бел. Аляксандр Сяргеевіч Свірэпа; род. 24 августа 1999, Марьина Горка, Минская область) — белорусский футболист, опорный полузащитник борисовского БАТЭ.

## Клубная карьера

### «Энергетик-БГУ»
Воспитанник  пуховичской ДЮСШ, где первым тренером был Дмитрий Анатольевич Ламака. В 2015 году футболист стал выступать за марьиногорскую «Викторию» во Второй лиге. Также футболист на продолжил юношескую карьеру в структуре столичного РУОРа. В июле 2016 года футболист перешёл в «Звезду-БГУ». Дебютировал за клуб футболист 20 августа 2016 года в матче против клуба «Гомельжелдортранс», выйдя на замену на 75 минуте. Ближе к окончанию сезона футболист смог закрепиться в основной команде клуба. В сезоне 2018 года футболист вместе с клубом стал серебряным призёром Первой лиги. В следующем сезоне 2019 года футболист начинал выступать в дублирующем составе клуба. Дебютный матч в Высшей лиге футболист провёл 21 июня 2019 года против минского «Торпедо», выйдя на поле в стартовом составе. Своим первый результативным действием за клуб футболист отличился 6 июля 2019 года в матче против гродненского «Немана», отдав голевую передачу. Дебютным забитым голом за клуб футболист отличился в своём следующем матче 12 июля 2019 года против могилёвского клуба «Дняпро». Однако закрепиться в основной команде клуба у футболиста не вышло.
В начале 2020 года футболист тренировался в основной командой клуба. Новый сезон футболист начал с матча 19 марта 2020 года против борисовского БАТЭ, выйдя на поле в стартовом составе. Футболист быстро смог закрепиться в основной команде клуба. Своим первым в сезоне забитым голом за клуб футболист отличился 8 августа 2020 года в матче против гродненского «Немана». Следующий сезон футболист начал с матча против брестского «Руха», выйдя на поле в стартовом составе. Первым забитым голом футболист отличился 17 июля 2021 года в матче против «Сморгони», благодаря которому помог клубу избежать поражение.  В матче 7 августа 2021 года футболист занял место в воротах вместо удалённого Владислава Русанова, который вышел на замену во втором тайме, где номинальный защитник пропустил гол. На протяжении сезона футболист продолжал выступать в роли одного из ключевых игроков клуба.
В начале 2022 года футболист стал капитаном клуба и сменил свою позицию на опорного полузащитника. Новый сезон футболист начал с матча 19 марта 2022 года против «Витебска», выйдя на поле в стартовом составе. В следующем матче 3 апреля 2022 года футболист отличился первым в сезоне забитым голом против жодинского «Торпедо-БелАЗ». В матче 29 мая 2022 года против мозырской «Славии» футболист отличился своим первым в карьере забитым дублем. После матча 20 августа 2022 года против «Слуцка» футболист стал рекордсменом клуба по количеству игр в рамках Высшей лиги. В октябре 2022 года футболист сообщил, что у него с клубом ещё имеется действующий двухлетний контракт. Также сам футболист по ходу чемпионата стал самым играющим капитаном среди всех клубов, выводя свою команду на поле с капитанской повязкой почти во всех матчах, лишь единожды пропустив игру из-за удаления. По итогу сезона стал серебряным призёром Высшей Лиги. Попал в символическую сборную чемпионата. В декабре 2022 года покинул клуб.

### «Динамо» Минск

#### Сезон 2023
Также в декабре 2022 года по информации источников к игроку проявляли интерес казахстанские клубы и минское «Динамо». По сведениям источников футболист 9 декабря 2022 года подписал контракт с минским клубом. В этот же день футбольный клуб официально объявил, что подписал с игроком контракт, рассчитанный на 3 года. Как позже сообщил футболист, то он перед подписанием контракта с минским клубом собирался ехать на сборы с одним из казахстанских клубов. Дебютировал за клуб 15 апреля 2023 года в матче против борисовского БАТЭ, заменив на 88 минуте Никиту Демченко. Дебютный гол за клуб забил 1 июля 2023 года в матче против бобруйской «Белшины». В июле 2023 года вместе с клубом отправился на квалификационные матчи Лиги конференций УЕФА. Первый матч в рамках еврокубкового турнира сыграл 13 июля 2023 года против боснийского клуба «Железничар». В ответной встрече 20 июля 2023 года боснийский «Железничар» оказался сильнее и по сумме матчей прошёл во второй квалификационный раунд. По итогу сезона футболист стал победителем чемпионата.

#### Аренда в «Динамо-Брест»
В конце февраля 2024 года появилась информация, что футболист на правах арендного соглашения может стать игроком брестского «Динамо». В марте 2024 года футболист официально присоединился к брестскому клубу на правах арендного соглашения до конца сезона. Дебютировал за клуб футболист 15 марта 2024 года в матче против «Ислочи», выйдя на поле в стартовом составе. Дебютным забитым голом за клуб футболист отличился 30 августа 2024 года в матче против мозырской «Славии». По итогу сезона футболист вместе с клубом завершил чемпионат на итоговом четвёртом месте. На протяжении сезона футболист выступал за брестский клуб в роли одного из ключевых игроков, отличившись 3 забитыми голами. В декабре 2024 года сообщалось, что брестское «Динамо» ведёт переговоры о полноценном трансфере футболиста. Однако затем появилась информация, что футболист путём обмена перейдёт в борисовский БАТЭ. В январе 2025 года футболист официально покинул минское «Динамо».

### БАТЭ
В январе 2025 года футболист на правах свободного агента присоединился к борисовскому БАТЭ, подписав контракт до конца сезона. Дебютировал за клуб футболист 15 марта 2025 года в матче против «Витебска», выйдя на поле в стартовом составе. Дебютным забитым голом за клуб футболист отличился 18 мая 2025 года в матче против клуба «МЛ Витебск».

## Статистика
| Сезон | Дивизион | Клуб                     | Страна   | Матчи | Голы |
| ----- | -------- | ------------------------ | -------- | ----- | ---- |
| 2015  | Д3       | Виктория (Марьина Горка) | Беларусь | 2     | 0    |
| 2016  | Д2       | Звезда-БГУ               | Беларусь | 12    | 0    |
| 2017  | Д2       | Энергетик-БГУ            | Беларусь | 0     | 0    |
| 2018  | Д2       | Энергетик-БГУ            | Беларусь | 6     | 0    |
| 2019  | Д1       | Энергетик-БГУ            | Беларусь | 11    | 1    |
| 2020  | Д1       | Энергетик-БГУ            | Беларусь | 24    | 1    |
| 2021  | Д1       | Энергетик-БГУ            | Беларусь | 25    | 1    |
| 2022  | Д1       | Энергетик-БГУ            | Беларусь | 29    | 7    |

## Достижения
«Динамо» Минск
- Чемпион Беларуси: 2023

## Международная карьера
В октябре 2017 года выступал за юношескую сборную Беларуси в отборочном раунде к чемпионату Европы.
4 сентября 2020 года он дебютировал за молодежную сборную Беларуси, отыграв все 90 минут отборочного матча чемпионата Европы против Нидерландов (0:7).